# Charles Elliot

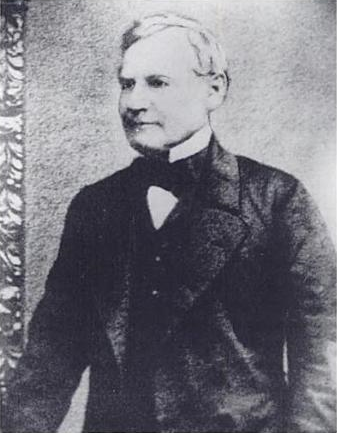
Charles Elliot (um 1855)

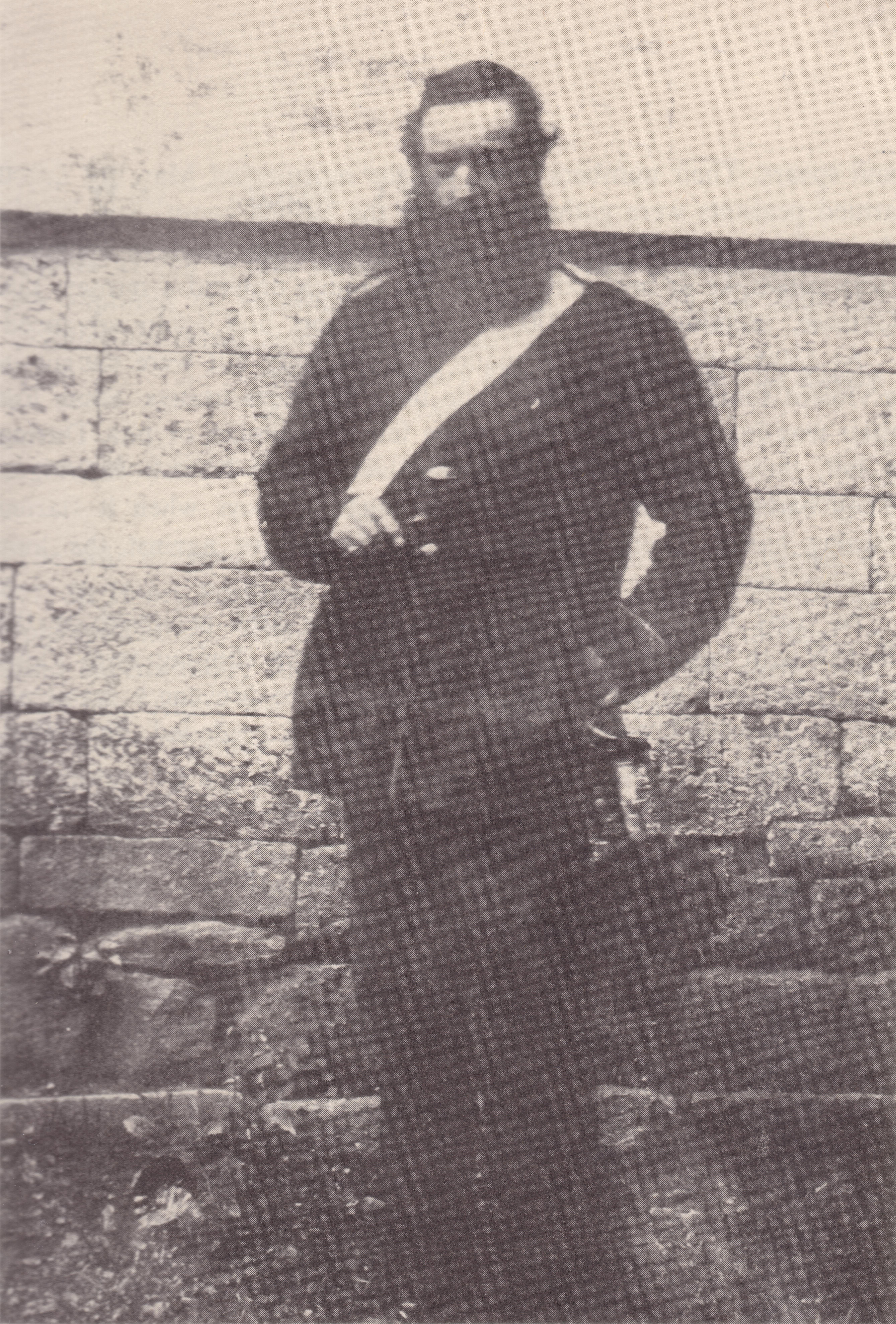
Captain Charles Elliot (unbekanntes Datum)

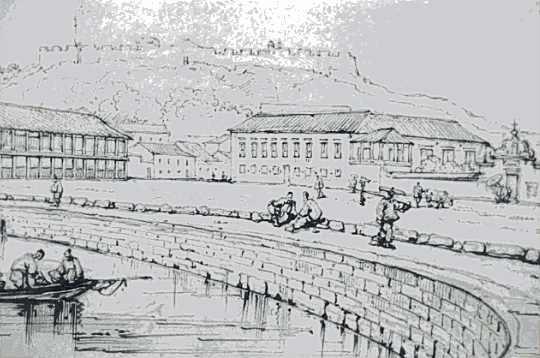
Residenz von Elliot in Macau

Sir Charles Elliot (* 15. August 1801 in Dresden; † 9. September 1875 bei Withycombe) war ein britischer Marineoffizier, Diplomat und Kolonialbeamter. Geboren als Sohn des britischen Diplomaten Hugh Elliot kam er bereits in jungen Jahren mit dem britischen Empire in Berührung. Er trat früh in die Royal Navy ein und diente lange Jahre unter verschiedenen Kommandanten, während er allmählich in der nautischen Rangfolge aufstieg. Nachdem er den aktiven Dienst quittiert hatte, durchlief er als Kolonialbeamter mehrere Stationen, bis er sich schließlich auf den pazifischen Raum konzentrierte. 1841 wurde er im Zuge des Ersten Opiumkrieges zum ersten Administrator der britischen Kolonie Hongkong ernannt und trug maßgeblich zur Übergabe der Stadt bei. Besondere Bedeutung erlangte er durch seine Beschlüsse, die den Wirtschaftsstützpunkt zum Florieren brachten. Nach seiner Zeit in Hongkong diente er als Gesandter der Krone in Texas und weiteren Stützpunkten, bevor er dem politischen Geschäft 1869 endgültig den Rücken kehrte und sich auf seinen Landsitz zurückzog, auf dem er 1875 verstarb.

## Leben

### Herkunft und Jugend
Charles Elliot wurde 1801 in Dresden als Sohn von Hugh Elliot und dessen zweiten Ehefrau Margaret Jones als eines von neun Kindern geboren. Das genaue Geburtsdatum ist nicht bekannt. Sein Vater war der diplomatische Beauftragte seiner Majestät in Dresden. Elliots Onkel war Gilbert, der spätere Earl of Minto. Nach seinen Dienstjahren zog sein Vater mit seiner Familie nach Indien, während Charles als eines von zwei Familienmitgliedern in England blieb und dort bis 1814 die Schule besuchte.

### Aufstieg innerhalb der Navy
Elliot trat am 26. Mai 1815 in die Royal Navy ein und erlebte als Midshipman 1816 die Bombardierung Algiers mit. Anschließend diente Elliot vier Jahre lang unter Sir Richard King in der East Indies Station. 1820 schließlich verließ er den Flottenverband und heuerte einige Zeit bei der Westafrikaschwadron an. Diese Flotte war Anfang des 19. Jahrhunderts dafür zuständig, den Sklavenhandel im britischen Empire zu unterdrücken. Mit dem 1807 unterzeichneten Slave Trade Act hatte das britische Parlament den Handel mit Sklaven im gesamten Empire untersagt, jedoch wurde unter der Hand weitergehandelt. 1821 segelte Elliot auf der HMS Iphigenia und stand im Dienste des Kapitäns Henry John Leeke, als er am 11. Juni 1822 zum Kapitänleutnant befördert wurde.
Nach zahlreichen Diensten auf mehreren weiteren Schiffen der Royal Navy im pazifischen Großraum wurde Elliot am 28. August 1828 bei einem Zwischenhalt in Jamaika zum Kapitän zur See ernannt und durfte nun unter eigenem Kommando segeln. Doch kurz darauf quittierte er den Dienst und verließ nach 14 Jahren die Navy.

### Politische Laufbahn
Nach dem Austritt aus dem aktiven Dienst arbeitete Elliot sowohl im Foreign als auch im Colonial Office. So übte er von 1830 bis 1833 das Amt des „Protectors of Slaves“ in Britisch-Guayana aus und versuchte dort, das Sklavenhandels-Verbot durchzusetzen. 1833 wurde er nach England zurückbeordert, um an der gesellschaftlichen Anti-Sklaverei-Debatte teilzunehmen. Das Ergebnis dieser Diskussion war der Slavery Abolition Act, dem Gesetz zur Abschaffung der Sklaverei, welches am 26. Juli 1833 verabschiedet wurde und die Sklaverei an sich, nicht nur den Handel, unter schwere Strafe stellte.
Nach der Debatte und seiner Rückkehr aus England wurde Elliot noch im gleichen Jahr Lord Napier zugeteilt und beaufsichtigte in der Folge mehrere Schiffe, die zwischen Macau und dem chinesischen Kanton operierten. Der Handel zwischen China und den britischen Kolonien erlebte in diesen Jahren einen enormen Aufschwung, vor allem, da die Britische Ostindien-Kompanie 1833 ihr Handelsmonopol verloren hatte und somit der asiatische Handelsmarkt neu erschlossen werden konnte. Elliot siedelte mit seiner Familie im Jahr 1834 nach Macau über und stieg hier recht schnell in der Befehlskette auf, 1836 wurde er zum Stellvertreter vorgeschlagen.
Den Handel von Macau aus zu organisieren wurde mit der Zeit immer schwieriger und Elliot suchte nach einer neuen Basis, um die Wege besser überwachen zu können. Als sich die politische Situation zwischen dem Empire und dem Chinesischen Kaiserreich zu verschärfen begann, versuchte Elliot trotz der spürbaren Anspannung den Handel mit China am Laufen zu halten. Erst als es zu offenen Feindseligkeiten kam, begann der Warenaustausch zu erliegen.

### Hongkong
Um die Situation vor Ort zu entschärfen, begann Elliot mit den chinesischen Offiziellen in Kanton zu verhandeln. Der kaiserliche Gesandte Lin Zexu fuhr allerdings in seinem Kampf gegen das von britischen Händlern nach China importierte Opium einen kompromisslosen Kurs. So scheiterten alle Verhandlungen und Elliot ordnete die Übergabe der geforderten britischen Opiumvorräte in Kanton an, um dadurch die britischen Händler vor Ort zu schützen. Er selbst stand dem Opiumhandel ohnehin sehr kritisch gegenüber, denn er sah darin eine erhebliche Gefährdung des bilateralen Handels von England und China. Die Vorräte wurden von den chinesischen Beamten vollständig vernichtet und dies fasste die britische Regierung als offene Provokation auf. Als dann das britische Großreich kurzentschlossen dem chinesischen Kaiserhof den Krieg erklärte, sollten sich seine Befürchtungen bewahrheiten.
Elliot versuchte, die entstandene Konfliktsituation für seine Handelsinteressen zu nutzen. Während des aus den Streitigkeiten resultierenden ersten Opiumkrieges schloss er mit einem anderen kaiserlichen Bevollmächtigten, Qishan (in Dokumenten auch Keshen genannt), ein Abkommen, welches die Region um Hongkong dem britischen Empire zusprach. Als Resultat dieses Beschlusses wurde die Halbinsel am 26. Januar 1841 von britischen Truppen annektiert.
Der andauernde Konflikt des Empires mit China zog auch Elliot wieder aktiv in das Kampfgeschehen mit hinein. Um die chinesischen Kräfte empfindlich zu treffen, bereiteten Charles und sein Cousin, der Konteradmiral George Elliot, eine Expedition in das chinesische Hinterland vor, deren Ziel die Abriegelung des Jangtsekiang war. Durch diesen Schritt sollte das chinesische Kaiserreich zu Verhandlungen bewegt werden, doch das Unternehmen erzielte nicht die gewünschten Ergebnisse und wurde daher abgebrochen. Auf der Reise nach Hongkong erkrankte George schwer und musste den Rückweg auf die britischen Inseln antreten. Damit wurde Charles Elliot zum Alleinbevollmächtigten für Hongkong.
Um das Miteinander friedlich zu regeln stellte Elliot alle Nicht-Chinesischen unter britisches Recht, während die chinesischen Bewohner weiter nach chinesischer Rechtsprechung leben konnten. Die britische Regierung, entgegen der Einschätzung Elliots, war wenig erfreut über diese Entwicklung in Hongkong, da sie das mögliche Potential des Stützpunktes verkannte. Elliot hoffte, dass der Chinahandel nach dem Krieg weiter auf das Kantondelta konzentriert bleiben würde. Dadurch käme der Halbinsel Hongkong eine wichtige Schlüsselposition zu, die den britischen Händlern entscheidende Vorteile geben könnte. Letztlich unterlief aber die britische Regierung selbst diese Pläne, indem sie nach dem Opiumkrieg im anschließenden Vertrag von Nanking die Öffnung mehrerer Treaty Ports durchsetzte. So begann sich der europäische Handel mit China auf mehrere Stationen aufzuteilen und Shanghai übernahm die von Elliot für Hongkong geplante Schlüsselposition. Jedoch entwickelte sich Hongkong aufgrund seiner günstigen Lage Mitte des 19. Jahrhunderts zum Zentrum des illegalen Handels, vor allem Opium wurde von hier nach China verschifft. Gerade die Handelsware, gegen die sich Elliot vehement hatte wehren wollen. Doch zum Zeitpunkt des Vertrags von Nanking war Elliot nicht mehr in Hongkong.
Bereits im Sommer des gleichen Jahres war er von seinem Posten abberufen worden, da sein Vorgesetzter, Lord Palmerston, mit Elliots Arbeit in Südostasien nicht einverstanden war. So endete Elliots Zeit als Gouverneur von Hongkong am 10. August 1841 und zwei Wochen später verließ er mit seiner Familie Südostasien in Richtung England. Als Gouverneur ersetzte ihn Henry Pottinger, der in den folgenden Monaten den eingeschlagenen Kurs von Elliot weitestgehend beibehielt, wodurch die Stadt an Bedeutung zunahm.

### Spätere Laufbahn
Elliot wurde schließlich nach Texas gesandt und hatte dort von 1842 bis 1846 den Posten des Geschäftsträgers inne. Die freie Republik Texas war zu diesem Zeitpunkt eine schwierige Region und stand kurz vor der problematischen Angliederung an die Vereinigten Staaten. Nachdem dieser Anschluss Ende 1845 vollzogen worden war, kehrte Elliot dem amerikanischen Kontinent rasch den Rücken und reiste zu den Bermudas. Dort wurde er 1846 zum Gouverneur ernannt und hatte das Amt bis 1854 inne. In diesem Jahr übernahm er den Gouverneursposten von Trinidad. Als überzeugter Anglikaner stand er dort in fortwährendem Konflikt mit dem katholischen Erzbischof von Port of Spain Vincent Spaccapietra. 1856 legte Elliot nach einer Auseinandersetzung mit Spaccapietra um dessen Bezüge sein Amt nieder. Von 1863 bis 1869 war er Gouverneur von Sankt Helena.
Neben seiner administrativen Laufbahn stieg er in der nautischen Rangfolge auf: 1855 wurde er zum Konteradmiral befördert, 1862 zum Vizeadmiral und 1865 schließlich zum Admiral. 1856 war er zudem in den Order of the Bath als Knight Commander aufgenommen worden. Dadurch trat er in den Adelsstand ein und durfte fortan das Prädikat Sir im Namen tragen. 1869 quittierte er endgültig seinen Dienst und zog sich auf seine Residenz bei Withycombe im südwestlichen England zurück, wo er am 9. September 1875 verstarb.
Elliots Leben war für Henry Taylor Inspiration für eine seiner Figuren in seinem Werk Edwin the Fair (1842). Earl Athulf, der Cousin des Königs, ist lose an Elliots Person orientiert. Der Dramatiker Taylor war ein Kollege von Elliots Bruder Thomas Frederick im Colonial Office gewesen und mit Charles Elliot bekannt.

### Familie
Elliot traf während eines Aufenthalts in Haiti auf die dort lebende und aufgewachsene Clara Genevieve Windsor (1806–1885). Sie heirateten 1828, aus ihrer Ehe gingen fünf Kinder hervor, zwei Töchter und drei Söhne:
- Harriet Agnes Elliot (1829–1896), ⚭ 1853 Edward Russell, 23. Lord de Clifford;
- Hugh Hislop Elliot (1831–1861), Captain der 1st Bombay Light Cavalry;
- Gilbert Wray Elliot (1833–1910), Zivilbeamter in Bombay, Vater des britischen Gewichthebers und Olympiasiegers Launceston Elliot;
- Frederick Eden Elluit (1837–1916), Zivilbeamter in Bengalen;
- Emma Clara Elliot (1842–1865), ⚭ 1864 Rev. George Barrow Pennell.